# G.U.M
G.U.M（ガム）は、日本の男性アイドルグループ。

## メンバー
SEIICHI
石川県出身。1991年1月25日生まれ、O型。メンバーカラー赤。リーダー。趣味・特技はCoD、モノマネなど。
AOI
石川県出身。1989年9月7日生まれ、A型。メンバーカラー青。趣味・特技は喫茶巡り、お笑いなど。
TAKA
兵庫県出身。1994年6月８日生まれ、O型。メンバーカラー緑。MC担当。趣味・特技はお酒の嗜み、フレアバーテンディングなど。
KIYO
東京都出身。1995年12月27日生まれ、A型。メンバーカラー黄。趣味・特技はスイーツの嗜み、バスケなど。
TAISEI
福井県出身。1997年2月24日生まれ、A型。メンバーカラー桃。趣味・特技は野球、アクロバットなど。

## ディスコグラフィ

### アルバム
1. ALLGUM（2019年6月12日）
2. ALLGUM2（2021年4月30日）
3. ALLGUMINI（ミニアルバム）（2021年12月10日）
4. Chewing G.U.M（EP）（2022年8月15日）

### DVD/Blu-ray
1. G.U.M1stONEMANLIVE”がむしゃら10″inなんばHatch（DVD/Blu-ray）（2020年3月17日）

## タイアップ
| 起用年 | 楽曲名             | タイアップ先                                                                        |
| ------ | ------------------ | ----------------------------------------------------------------------------------- |
| 2018年 | NIGHT FLAVOR       | 関西テレビ 『千原ジュニアの座王』 9月度エンディングテーマ                           |
| 2018年 | Time is not...     | 読売テレビ 『マヨなか笑人』 10月.11月度エンディングテーマ                           |
| 2018年 | moment〜一生一緒〜 | ABCテレビ『相席食堂』11月度エンディングテーマ                                       |
| 2018年 | アイノハナ         | 読売テレビ『特盛!よしもと 今田・八光のおしゃべりジャングル』2月度エンディングテーマ |
| 2020年 | 愛しいデイズ       | 関西テレビ『ちゃちゃ入れマンデー』2月度エンディングテーマ                           |
| 2020年 | 想い焦がれて       | 関西テレビ『かまいたちの机上の空論城』10.11.12.1月度エンディングテーマ              |

## 出演

### テレビ
- eoグルメ （2018年7月3日 - 、eo光チャンネル）

### テレビドラマ
- 僕ら的には理想の落語 （2021年1月6日 - 3月31日、 TOKYO MX・BS日テレ） - 桐生泰雅 役 - TAISEI

### Webドラマ
- オムニバスWebドラマ『いぐざんぷーる！』 （2022年4月30日 - 、シネマインソムリエ） - 花園礼 役 - TAISEI

### 映画
- 私、アイドル辞めます （2022年2月18日公開、sommelierTV、エスピーエスエス） - 秋山慶太 役 - TAISEI

### 舞台
- Readinglive･the･stage『西遊記』（2021年6月9日 - 6月13日、バルスタジオ） - 沙悟浄 役 - AOI
- 散りて尚、（2021年9月22日 - 9月26日、劇場MOMO） - Cチーム 吉野ハジメ 役 - AOI
- 忍者の国のアリス〜Wonderland 白昼夢〜（2022年8月10日 - 8月14日、六行会ホール） - ベルナルド 役 - AOI[注釈 1]
- ミュージカル『テニスの王子様』4thシーズン - 千石清純 役 - TAISEI
  - 青学vs聖ルドルフ・山吹（2022年7月5日 - 8月28日、日本青年館ホール 他）
  - 青学vs氷帝（2023年1月7日 - 3月5日、TOKYO DOME CITY HALL 他）
- 俺は、君のためにこそ死ににいく（2022年9月13日 - 9月18日、俳優座劇場） - 坂東勝次 役 - AOI
- 『Dancing☆Starプリキュア』The Stage（2023年10月28日 - 11月5日、品川プリンスホテル ステラボール / 11月10日 - 12日、サンケイホールブリーゼ） - 内海充 役 - TAISEI[3]

### ラジオ
- ガムラジ（2020年2月1日 - 12月26日 、KISS FM KOBE）
- G.U.Mのがむしゃラジオ（2020年9月5日 -  2021年8月28日、FM OSAKA）
- RoB STATION RADIO（2020年10月6日 -  2022年9月27日、ラジオ関西）
- G.U.Mとがむしゃラジオ”α”（2021年9月4日 - 、FM OSAKA）

### 配信ドラマ
- 空に向かってドン（2021年11月27日 - 公式YouTubeチャンネル）

### イベント
- EXPO TRAIN 2025 大阪モノレール号 出発式（2022年11月7日、大阪モノレール 万博記念公園駅）[4]